# Schloss Erla
Das Schloss Erla liegt im Zentrum des Ortsteils Erla der Gemeinde St. Pantaleon-Erla in Niederösterreich. Es besteht aus den Gebäuden des ehemaligen Benediktinerinnenklosters Erla, dem ältesten Frauenkloster Niederösterreichs. Das Schloss steht unter Denkmalschutz (Listeneintrag).

## Lage
Das ehemalige Kloster und spätere Schloss liegt auf einem Hügel über dem gleichnamigen Ort, etwa 1,3 km südlich von St. Pantaleon. Bis zur Donauregulierung von 1823/35 lag es direkt über dem Fluss. Der Enns-Donau-Winkel bildet mit dem Machland auf der anderen Seite der Donau eine naturräumliche Einheit und gehörte im Mittelalter zum Herrschaftsgebiet der Herren von Perg und Machland.

## Geschichte
Die Edelfreien von Erla sind ab dem 11. Jahrhundert nachweisbar. Der Edelfreie Hedinrich de Herlaha scheint zwischen 1090 und 1104 mehrfach urkundlich auf. 1120/30 wird ein Wolfkerus de Herlaha als Zeuge in einer Urkunde erwähnt. Die Herren von Erla brachten es zu hohen Ansehen und wichtigen Ämtern, sanken aber später durch nicht ebenbürtige Heiraten zu Ministerialen herab. Wolfger von Erla (auch Wolfger von Passau, voller Name Wolfger von Ellenbrechtskirchen; * um 1140 bei Erla an der Enns; † 24. Januar 1218 in Aquileia) war zwischen 1191 und 1204 Bischof von Passau und danach bis 1218 Patriarch von Aquilea. Wolfger von Ellenbrechtskirchen/Erla und sein Bruder Sighard, Erzpriester von St. Pölten, waren die letzten Abkömmlinge ihres Stammes.

### Benediktinerinnenkloster

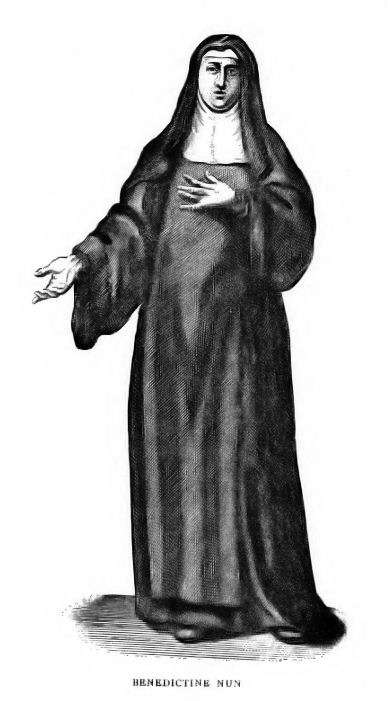
Benedictinerin. Bildnis aus dem Buch "English Monastic Liffe"

Das Benediktinerinnenkloster Erla wurde wohl bereits um 1050 zur Zeit Bischof Egilberts durch einen Otto von Machland  gegründet, und nicht erst 1130 durch seinen gleichnamigen Verwandten Otto II. von Machland (1100, †1149) . Als Grundstock und Sitz des neuen Klosters diente die alte Stammburg der Herren von Erla. Erste Priorin wurde Gisela, die Schwester des Hauptgründers.  
Im Jahr 1196 erhielt das Kloster, das vor der Donauregulierung direkt am Flussufer lag und ein bedeutender Umschlagplatz für Waren wie Holz und Vieh war, ein wichtiges Mautprivileg. Dieses erlaubte ihm die Mautfreiheit für seine auf der Donau transportierten Güter.
Von besonderer Bedeutung war das Gerichtsprivilegium, das Herzog Friedrich II. am 26. November 1239 und König Ottokar II. Přemysl am 20. November 1262 bestätigten und die Unabhängigkeit des Klosterrichters vom Landrichter (iudex provincialis) gewährte. Nur in todeswürdigen Vergehen wurde der Landrichter eingeschaltet, um das Blutgericht auszuüben, das geistlichen Personen untersagt war. Die Klostergüter des Konvents teilten sich über insgesamt vier Landesgerichtssprengel auf, nämlich das Landgericht zwischen Traun und Enns sowie jenem diesseits der Enns, das Landgericht Machland nördlich der Donau und südlich davon das Landgericht Amstetten.
Über die folgenden zwei Jahrhunderte erlebte das Kloster eine Blütezeit, die sich unter anderem im Neubau der Kirche während des 15. Jahrhunderts niederschlug. Äbtissin Elisabeth von Eitzing ließ 1437 zu Beginn ihrer Amtszeit ein Urbar anlegen, demgemäß dem Kloster mindestens 160 Bauerngüter und fünf Mühlen untertänig waren. Elisabeth gelang es, neben großen Schenkungen durch Zukäufe den Besitzstand des Klosters beträchtlich zu vergrößern.
Durch habgierige Vogte und durch Kriegswirren hatte das Frauenkloster sehr zu leiden. Es geriet besonders während der Türkenkriege im Jahre 1529 in große Schulden.
Im Jahre 1583 wurde es durch Papst Gregor XIII. aufgehoben.

### Äbtissinnen
Bekannte Äbtissinnen des Erlaklosters:
- Gisela von Machland (um 1050 oder 1130/40)
- Adelheid (1196)
- Imma (1234)
- Wilburga (1259, 1262)
- Diemunt (Humilitas) von Lonstorf (1293–1315)
- Katharina I. Oeder (1315–1324)
- Juliana (1324–1328)
- Sophia (1328–1367)
- Agnes I. (1368–1385)
- Anna I. Pizer (1385–1392)
- Katharina II. Kressling (1392–1395)
- Anna II. Hussendorferin (1399–1402)
- Dorothea Lehrberger (1402–1405)
- Anna III. Schachner (1405–1437), vermehrte die Klostergüter
- Elisabeth von Eitzing (1437–1466; † 1468), begann mit dem Kirchenneubau
- Afra von Hohenegg (1466)
- Agatha von Tannberg (1467–1519)
- Margareta I. Mautner von Katzenberg (1519–1531)
- Kunigunde von Trennbach (Trenbeck) (1532–1535; † 1536)
- Regina von Aicham (1535–1539)
- Benigna von Weichs (Weix) (1541–1553)
- Marina von Pirching (Pürching) (1556–1561)
- Margareta II. Kolbmann (1561–1572)

### Klarissenkloster
Nach der Auflösung des Benediktinerinnenklosters wurden die Klostergebäude sowie der dazugehörige Gutsbesitz von Kaiser Rudolf II. dem Königinkloster in Wien zugeteilt, das bis zum Jahresbeginn 1782 bestand.

### Neuere Geschichte

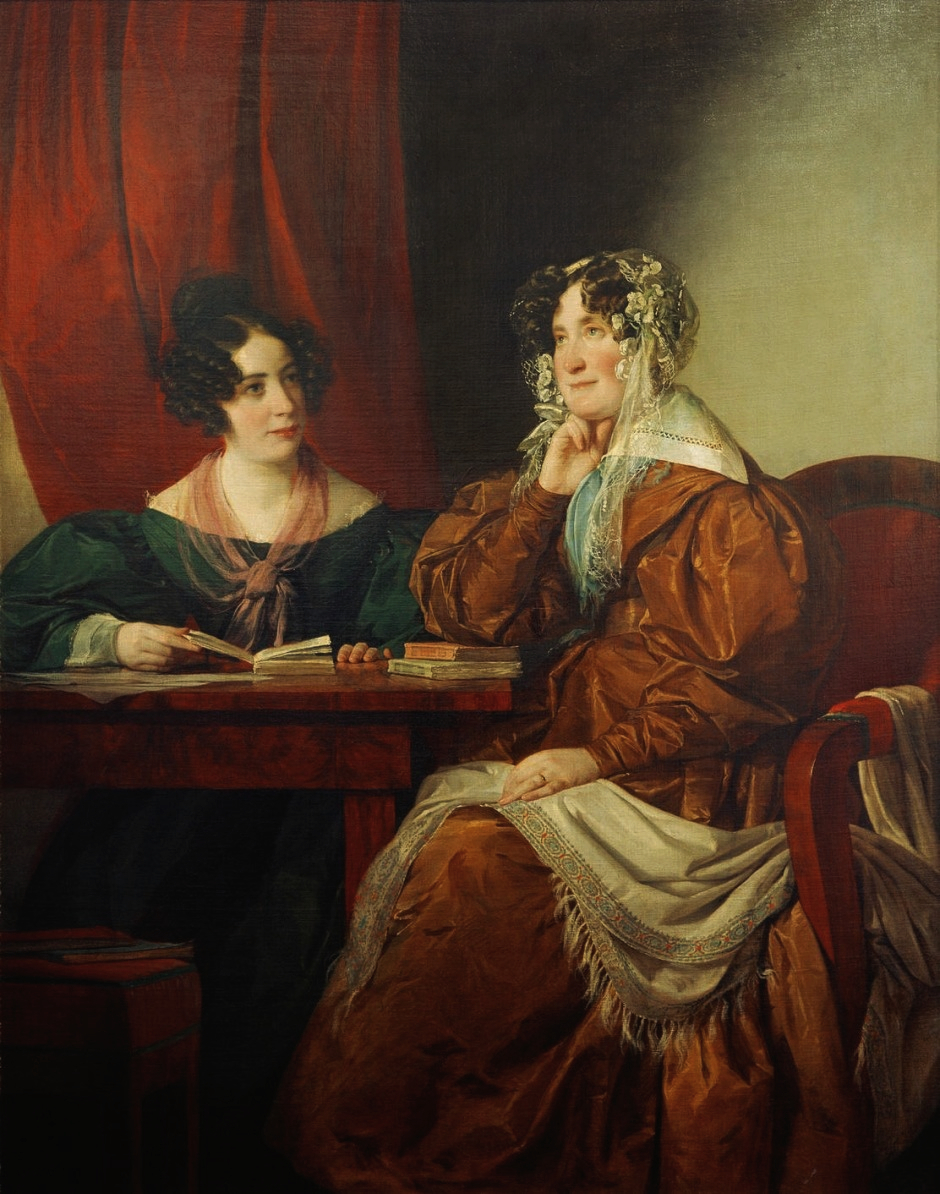
Henriette von Pereira-Arnstein mit Tochter Flora

Nach der Aufhebung des Klarissenklosters wurde die Klosterkirche zur Pfarrkirche erhoben und das Gut in Erla 50 Jahre lang durch die Staatsgüteradministration für den Religionsfonds verwaltet. Im Jahre 1832 erwarb Freiherr Heinrich von Pereira-Arnstein (* 1773; † 1835, er war verheiratet mit Henriette von Pereira-Arnstein) das Schloss mit den dazugehörigen Besitzungen. Es blieb 75 Jahre lang in Familienbesitz.
Weitere Besitzer:
- 1880: Baronin Hard
- 1895: Karl Graf von Coudenhove
- 1907: Hermann Goldschmidt

Hermann von Goldschmidt erwarb im Jahre 1907 das ehemalige Klostergebäude, das um diese Zeit schon längst zu einem Schloss umgestaltet war. Er wurde damit auch Besitzer der Donauauen, mehrerer zum Schloss gehöriger Häuser und landwirtschaftlicher Nutzflächen.
Bis 1939 betrieb Goldschmidt ein großes, herrschaftliches Haus mit entsprechender Land- und Forstwirtschaft. Viele Bewohner des Ortes waren darin als Angestellte und Arbeiter beschäftigt. Nach Ende des Zweiten Weltkrieges kehrte die Familie des Schlossbesitzers aus der Emigration nach Erla zurück.
1970 wurden die Donauauen zum Großteil verkauft. Nur den herrlichen Park, das Schlossgebäude nebst kleineren Grünflächen behielten sich die Eigentümer des Schlosses.

## Architektur

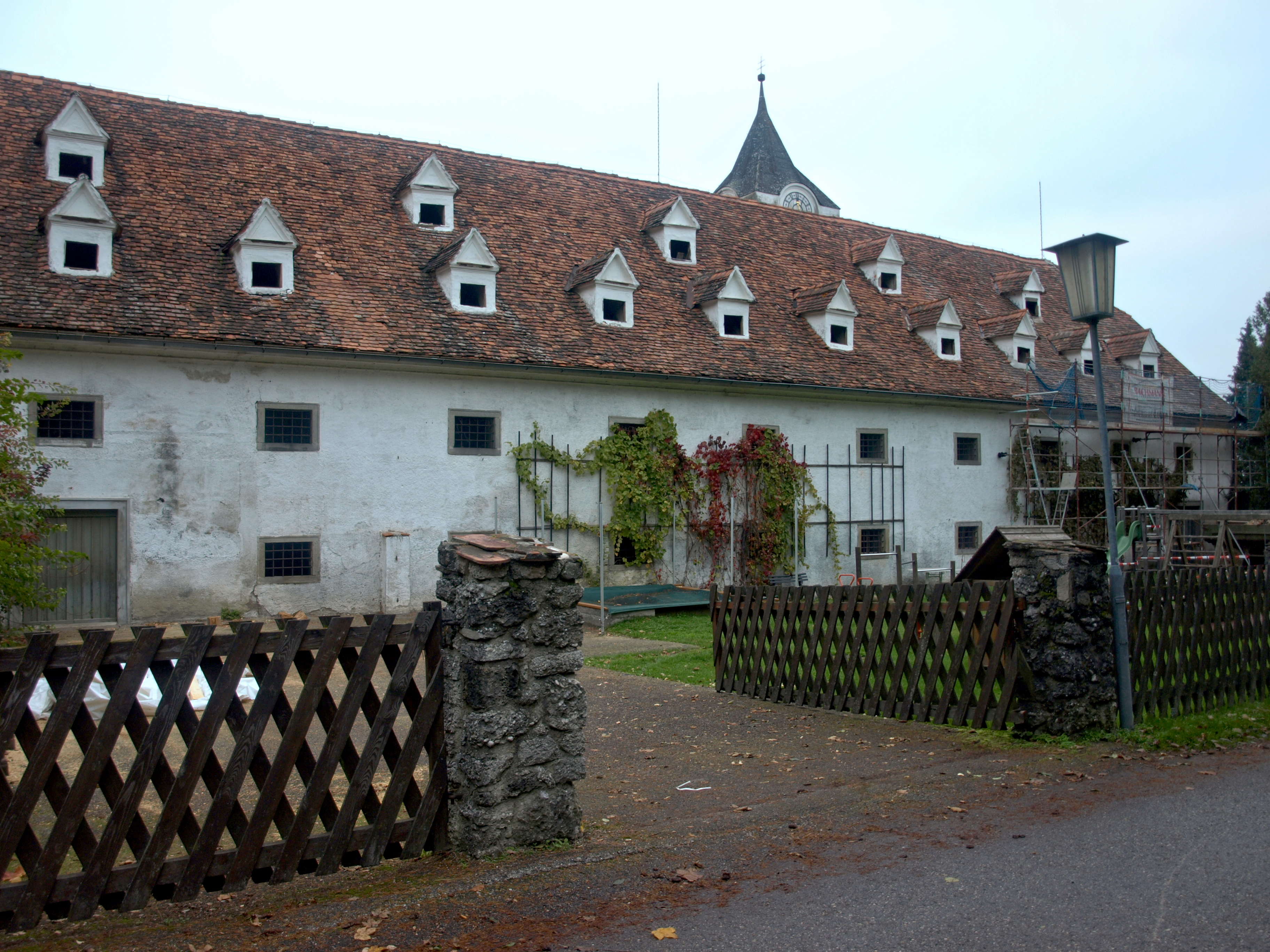
3-stöckiger Schüttboden, auf dem Getreide und Stroh gelagert wurde mit Stall im Erdgeschoss

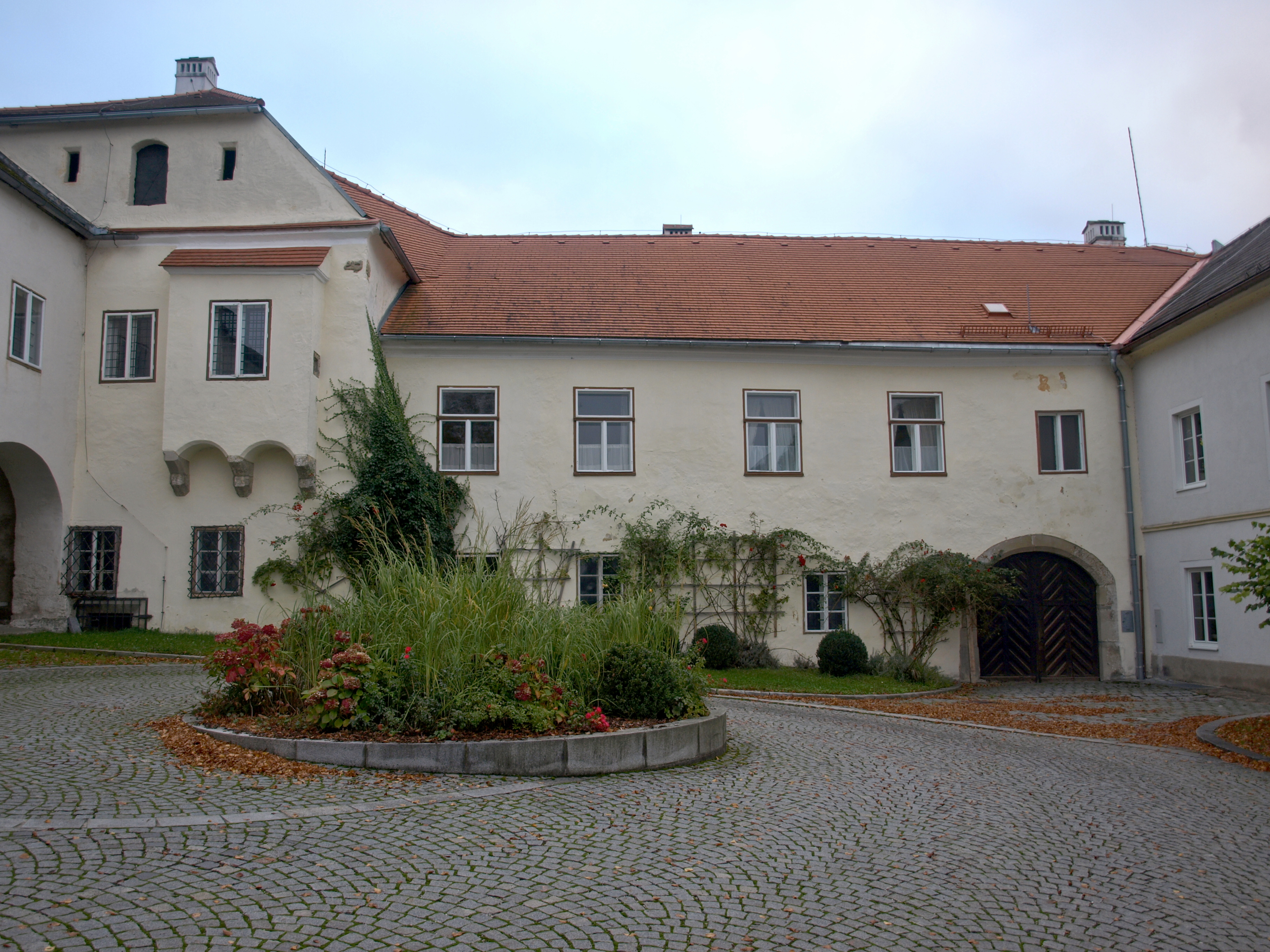
Vorplatz des Schlosses Erla

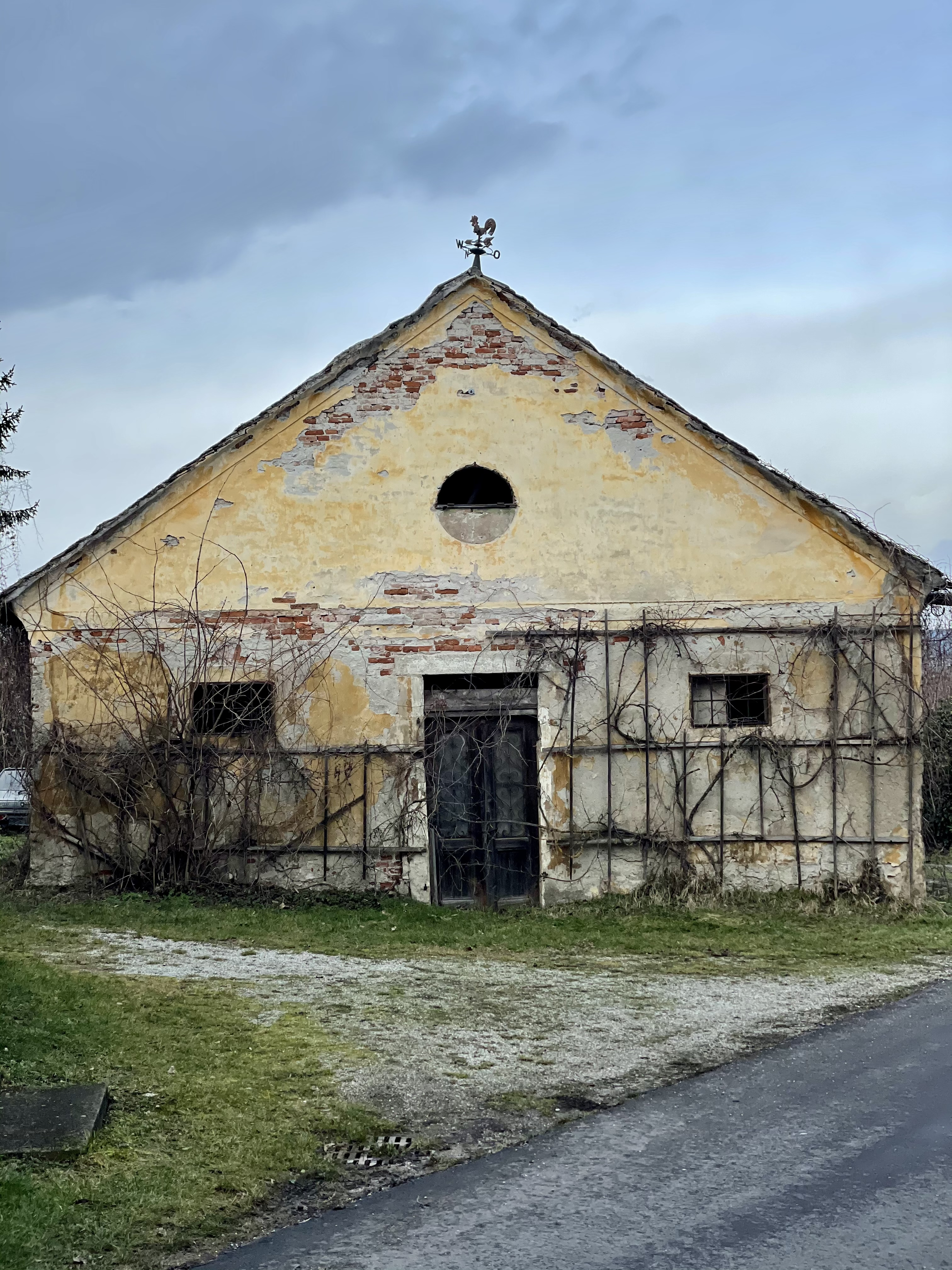
Schloss Erla – ehem. Wirtschaftsgebäude und Stall

Das ehemalige Benediktinerinnenstift ist baulich ist um zwei Höfe gruppiert und bildet mit der ehemaligen Stiftskirche, der heutigen Pfarrkirche Erla, dem mächtigen Schüttkasten und dem gegenüberliegenden Stallgebäude ein Ensemble.
Die ältesten Teile des Schlosses stammen aus der Zeit Agathas von Tannberg (drittes Drittel des 15. Jahrhunderts bis 1516) und sind um den Kreuzganghof westlich der Kirche gruppiert. Der zweite Hof, der sogenannte Brunnenhof, ist im Nordwesten und Nordosten durch je eine tonnengewölbte Hofeinfahrt zugänglich.

### Kirchengebäude
Die ehemalige Klosterkirche steht unter Denkmalschutz (Listeneintrag).